# Chionaema
Chionaema är ett släkte av fjärilar. Chionaema ingår i familjen björnspinnare.

## Dottertaxa tillChionaema, i alfabetisk ordning[1]
- Chionaema additicia
- Chionaema adelina
- Chionaema adita
- Chionaema affinis
- Chionaema africana
- Chionaema alba
- Chionaema alborosea
- Chionaema alexi
- Chionaema amabilis
- Chionaema amatura
- Chionaema amelaena
- Chionaema andromeda
- Chionaema arama
- Chionaema arguta
- Chionaema ariadne
- Chionaema aroa
- Chionaema asticta
- Chionaema atrigutta
- Chionaema aurantiorufa
- Chionaema aurantipuncta
- Chionaema aurifinis
- Chionaema aurora
- Chionaema axiologa
- Chionaema barisana
- Chionaema basialba
- Chionaema basiflava
- Chionaema basisticta
- Chionaema bebas
- Chionaema bella
- Chionaema bellissima
- Chionaema benguetana
- Chionaema bianca
- Chionaema bicolor
- Chionaema bifasciata
- Chionaema bipunctigera
- Chionaema boetonensis
- Chionaema borneensis
- Chionaema brunnea
- Chionaema brunneistriga
- Chionaema candida
- Chionaema cantonensis
- Chionaema capensis
- Chionaema cara
- Chionaema carmina
- Chionaema catorhoda
- Chionaema celebensis
- Chionaema charybdis
- Chionaema chusanensis
- Chionaema coccinea
- Chionaema conclusa
- Chionaema corea
- Chionaema costifimbria
- Chionaema crasizona
- Chionaema croceizona
- Chionaema cruenta
- Chionaema cruentata
- Chionaema cybdela
- Chionaema dampierensis
- Chionaema decolorata
- Chionaema delicata
- Chionaema denigrata
- Chionaema determinata
- Chionaema detrita
- Chionaema dinawa
- Chionaema distincta
- Chionaema divacara
- Chionaema divikara
- Chionaema dohertyi
- Chionaema dubenskii
- Chionaema dudgeoni
- Chionaema effracta
- Chionaema emergens
- Chionaema erythrostigma
- Chionaema euryxantha
- Chionaema fasciatella
- Chionaema fasciculata
- Chionaema fasciola
- Chionaema flavalba
- Chionaema flavicincta
- Chionaema flaviplaga
- Chionaema flavotincta
- Chionaema formosana
- Chionaema formosibia
- Chionaema fugax
- Chionaema fukiensis
- Chionaema fulvia
- Chionaema fumea
- Chionaema gabriellae
- Chionaema garuda
- Chionaema gazella
- Chionaema gelida
- Chionaema geminipuncta
- Chionaema gonypetes
- Chionaema grandis
- Chionaema griseilinea
- Chionaema guizonis
- Chionaema guttifera
- Chionaema haemacta
- Chionaema hamata
- Chionaema harterti
- Chionaema herois
- Chionaema honei
- Chionaema horsefieldi
- Chionaema hova
- Chionaema impunctata
- Chionaema inconclusa
- Chionaema indonesia
- Chionaema infantula
- Chionaema insularis
- Chionaema interrogationis
- Chionaema inusitata
- Chionaema isabella
- Chionaema javanica
- Chionaema karenkonis
- Chionaema khasiana
- Chionaema klapperichi
- Chionaema kosemponica
- Chionaema laticincta
- Chionaema laudans
- Chionaema liboria
- Chionaema libulae
- Chionaema likiangensis
- Chionaema linatula
- Chionaema lobbichleri
- Chionaema loloana
- Chionaema lunulata
- Chionaema lutipes
- Chionaema luzonica
- Chionaema maenamii
- Chionaema malayensis
- Chionaema margarethae
- Chionaema marshalli
- Chionaema masana
- Chionaema melanochlorus
- Chionaema melanoplagia
- Chionaema metalleuca
- Chionaema metamelas
- Chionaema meyricki
- Chionaema miles
- Chionaema molleri
- Chionaema moupinensis
- Chionaema nexilis
- Chionaema niasensis
- Chionaema nigrescens
- Chionaema nigrilineata
- Chionaema nigromarginata
- Chionaema nigroplagata
- Chionaema nyasica
- Chionaema obliquilineata
- Chionaema obscura
- Chionaema okinawana
- Chionaema omissa
- Chionaema orcheia
- Chionaema owadai
- Chionaema palawanensis
- Chionaema palawanica
- Chionaema pallens
- Chionaema pauliani
- Chionaema pectinata
- Chionaema pellucida
- Chionaema peregrina
- Chionaema perornata
- Chionaema perversa
- Chionaema phaedra
- Chionaema phaeocraspis
- Chionaema phycomata
- Chionaema piepersi
- Chionaema pitana
- Chionaema plateni
- Chionaema porrima
- Chionaema postdivisa
- Chionaema postflavida
- Chionaema postgrisescens
- Chionaema pratti
- Chionaema pretoriae
- Chionaema propinqua
- Chionaema propinquella
- Chionaema pteroleuca
- Chionaema pudens
- Chionaema puella
- Chionaema puer
- Chionaema punctifasciata
- Chionaema punctistrigosa
- Chionaema pura
- Chionaema pusilla
- Chionaema quadrinotata
- Chionaema quadripartita
- Chionaema rafflesiana
- Chionaema rectivitta
- Chionaema rejecta
- Chionaema retracta
- Chionaema rhadota
- Chionaema rhodostriata
- Chionaema ridleyi
- Chionaema rosabra
- Chionaema rubrifasciata
- Chionaema rubristriga
- Chionaema rubritermina
- Chionaema rubriterminalis
- Chionaema rubromarginata
- Chionaema rufifrons
- Chionaema rufistigma
- Chionaema saalmuelleri
- Chionaema sanguinea
- Chionaema saulia
- Chionaema scintillans
- Chionaema securinervis
- Chionaema securizonis
- Chionaema selangorica
- Chionaema signa
- Chionaema sikkimensis
- Chionaema singulistigma
- Chionaema soror
- Chionaema straminea
- Chionaema stressemanni
- Chionaema subalba
- Chionaema suberythraea
- Chionaema sublutipes
- Chionaema subornata
- Chionaema suffundens
- Chionaema suisharyonis
- Chionaema sumatrana
- Chionaema sumatrensis
- Chionaema tegyra
- Chionaema tettigonioides
- Chionaema thoracica
- Chionaema tienmushanensis
- Chionaema togoana
- Chionaema torrida
- Chionaema transfasciata
- Chionaema treadawayi
- Chionaema tricolor
- Chionaema tricolora
- Chionaema trigona
- Chionaema trigutta
- Chionaema triguttata
- Chionaema tripuncta
- Chionaema tripunctata
- Chionaema tristigmalis
- Chionaema ugandana
- Chionaema unipuncta
- Chionaema walkeri
- Chionaema watsoni
- Chionaema vespertata
- Chionaema visayana
- Chionaema vnigrum
- Chionaema vulcanica
- Chionaema yunnanensis